# Serguéi Revin
Serguéi Nikoláyevich Revin (nacido el 12 de enero de 1966 en Moscú) es un  cosmonauta de Rusia que fue elegido en 1996, y completó el entrenamiento de vuelo espacial en 1998. Se desempeñó como miembro de la tripulación a bordo de la Estación Espacial Internacional, después de haberse puesto en marcha en su primer vuelo espacial el 15 de mayo de 2012 y regresó el 17 de septiembre de 2012. 

## Personal
Revin está casado con Irina Setianova, y tiene un hijo, Yaroslav, que nació en 2000. Le gusta el turismo, el esquí y el esquí acuático, vuelos en globo, la fotografía y la grabación de vídeo.

## Educación
Revin graduó de la Universidad Nacional de Investigación de Tecnología Electrónica en 1989 y fue calificado como un físico ingeniero. Actualmente es estudiante de postgrado en el Instituto Humanitario de Moscú. 

## Experiencia
Después de la graduación Revin trabajó como ingeniero para la NPO TI, una organización de producción científica de los equipos de medición, en Kaliningrad, desde 1989 hasta 1993. Del 30 de agosto de 1993 hasta abril de 1996 trabajó como ingeniero en la  NPO-Energia nombrado en honor de Serguéi Koroliov.

## Carrera de Cosmonauta

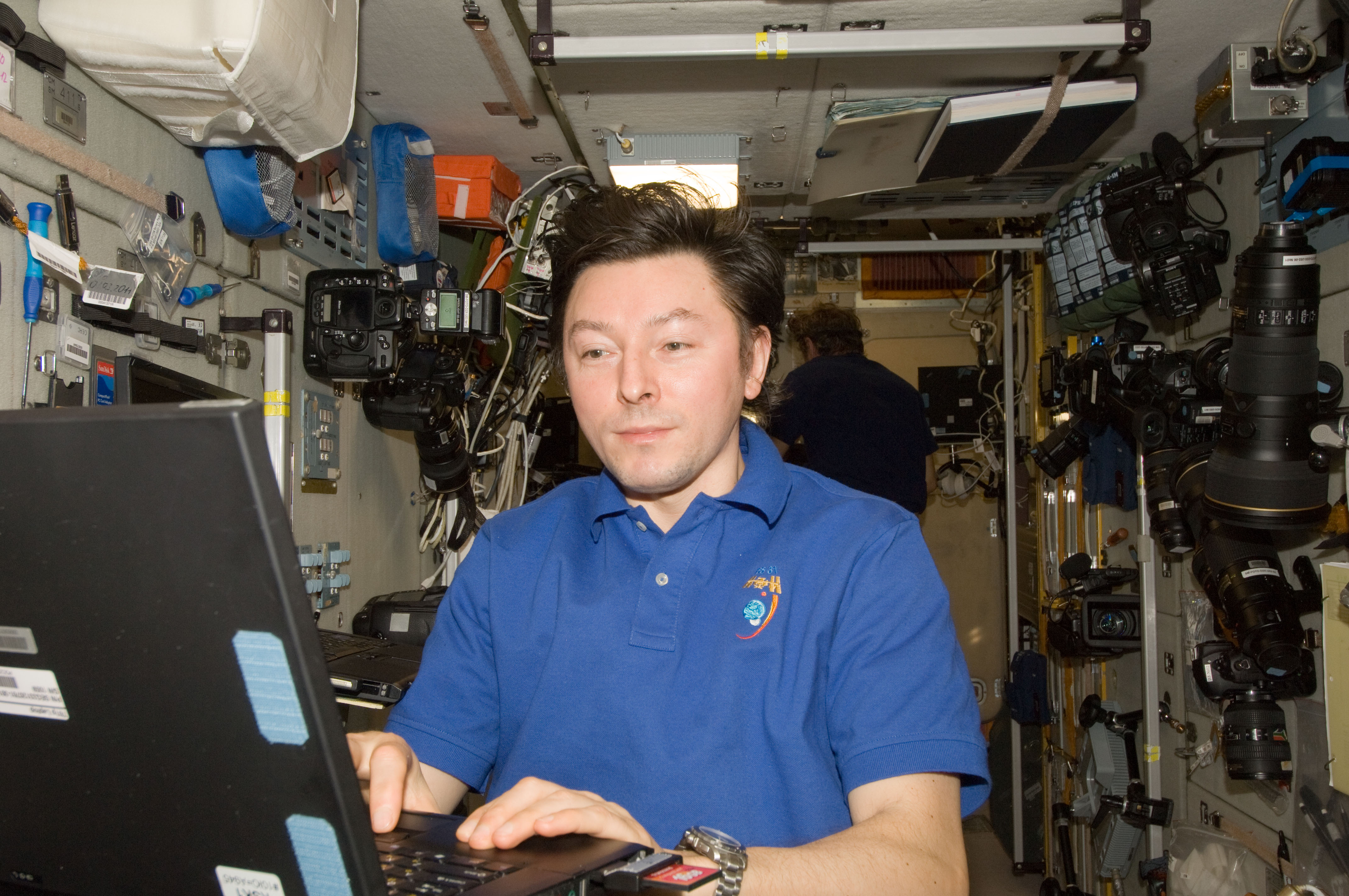
Serguéi Revin en el módulo de servicio Zvezdá de la Estación Espacial Internacional en agosto de 2012.

En abril de 1996 Revin fue reclutado para el NPO-Energia cosmonauta corps como candidato a cosmonauta de pruebas. Entre abril de 1996 y junio de 1998 él estaba tomando el curso básico de entrenamiento espacial. El 17 de junio de 1998, la Junta de Calificación Interdepartamental lo calificó como cosmonauta de prueba. 
Desde julio de 1998 hasta enero de 2011 fue un cosmonauta de prueba del cohete Energía y Space Corporation. Desde enero de 2011 es un cosmonauta de pruebas del Centro de Entrenamiento de Cosmonautas Gagarin. Desde octubre de 1998 a abril de 2011 tomó curso de formación avanzada, especializada en el Programa de la Estación Espacial Internacional. Desde abril de 2011 se entrenó como miembro de la tripulación de respaldo de la Expedición 29 / 30 como ingeniero de vuelo de la Soyuz TMA e ingeniero de vuelo de la ISS. 

### Expedición 31/32
Revin se desempeñó como Ingeniero de vuelo para la estancia larga a la ISS de las misiones Expedición 31 / 32. Se puso en marcha a bordo de la nave espacial Soyuz TMA-04M el 15 de mayo de 2012, junto con los miembros de la tripulación de la Soyuz TMA-04M, Gennady Padalka y el astronauta de la NASA Joe Acaba. Revin y sus compañeros miembros de la tripulación TMA-04M se acoplaron a la Estación Espacial Internacional el 17 de mayo a las 04:36 UTC. Revin, junto a Padalka y Acaba, aterrizaron en Kazajistán el 17 de septiembre de 2012.